# Wakayama
Wakayama (和歌山県 (Hòa Ca Sơn huyện) Wakayama-ken) là tỉnh của Nhật Bản nằm trên bán đảo Kii, vùng Kinki. Thủ phủ của tỉnh là thành phố Wakayama.

## Hành chính

### Thành phố
| Tên                | Tên      | Diện tích (km2) | Dân số  | Bản đồ |
| Rōmaji             | Kanji    | Diện tích (km2) | Dân số  | Bản đồ |
| ------------------ | -------- | --------------- | ------- | ------ |
| Arida              | 有田市   | 36,91           | 27.963  |        |
| Gobō               | 御坊市   | 43,78           | 27.483  |        |
| Hashimoto          | 橋本市   | 130,31          | 62.941  |        |
| Iwade              | 岩出市   | 38,5            | 53.280  |        |
| Kainan             | 海南市   | 101,18          | 51,112  |        |
| Kinokawa           | 紀の川市 | 228,24          | 61.850  |        |
| Shingū             | 新宮市   | 255,43          | 26.815  |        |
| Tanabe             | 田辺市   | 1.026,91        | 70.410  |        |
| Wakayama (thủ phủ) | 和歌山市 | 210,25          | 360.664 |        |

### Làng và thị trấn
| Tên           | Tên        | Diện tích (km2) | Dân số | Huyện       | Loại đô thị | Bản đồ |
| Rōmaji        | Kanji      | Diện tích (km2) | Dân số | Huyện       | Loại đô thị | Bản đồ |
| ------------- | ---------- | --------------- | ------ | ----------- | ----------- | ------ |
| Aridagawa     | 有田川町   | 351,77          | 26.245 | Arida       | Thị trấn    |        |
| Hidaka        | 日高町     | 46,42           | 7.666  | Hidaka      | Thị trấn    |        |
| Hidakagawa    | 日高川町   | 331,61          | 9.615  | Hidaka      | Thị trấn    |        |
| Hirogawa      | 広川町     | 65,35           | 7.059  | Arida       | Thị trấn    |        |
| Inami         | 印南町     | 113,63          | 7.949  | Hidaka      | Thị trấn    |        |
| Kamitonda     | 上富田町   | 57,49           | 15.047 | Nishimuro   | Thị trấn    |        |
| Katsuragi     | かつらぎ町 | 151,73          | 16.686 | Ito         | Thị trấn    |        |
| Kimino        | 紀美野町   | 128,31          | 8.989  | Kaisō       | Thị trấn    |        |
| Kitayama      | 北山村     | 48,21           | 432    | Higashimuro | Làng        |        |
| Kōya          | 高野町     | 137,08          | 3.279  | Ito         | Thị trấn    |        |
| Kozagawa      | 古座川町   | 294,52          | 2.749  | Higashimuro | Thị trấn    |        |
| Kudoyama      | 九度山町   | 44,19           | 4.295  | Ito         | Thị trấn    |        |
| Kushimoto     | 串本町     | 135,78          | 16.243 | Higashimuro | Thị trấn    |        |
| Mihama        | 美浜町     | 12,79           | 7.391  | Hidaka      | Thị trấn    |        |
| Minabe        | みなべ町   | 120,26          | 12.561 | Hidaka      | Thị trấn    |        |
| Nachikatsuura | 那智勝浦町 | 183,45          | 17.261 | Higashimuro | Thị trấn    |        |
| Shirahama     | 白浜町     | 201,04          | 23.325 | Nishimuro   | Thị trấn    |        |
| Susami        | すさみ町   | 174,71          | 4.011  | Nishimuro   | Thị trấn    |        |
| Taiji         | 太地町     | 5,96            | 3.428  | Higashimuro | Thị trấn    |        |
| Yuasa         | 湯浅町     | 20,8            | 11.960 | Arida       | Thị trấn    |        |
| Yura          | 由良町     | 30,74           | 5.738  | Hidaka      | Thị trấn    |        |

## Kinh tế
Wakayama-Ken cung cấp phần lớn sản phẩm cam chất lượng cao vào tháng 10 hàng năm.

## Văn hóa
Núi Koya (高野山, Cao Dã Sơn) thuộc quận Ito là trung tâm của giáo phái Chân ngôn tông Nhật Bản. Đây cũng là một trong những nơi chùa chiền mang đậm nét Thiền tông Nhật Bản từ thuở Phật giáo mới du nhập. Cho đến nay, thế kỷ 21, Koya vẫn là thắng tích trong cuộc hành hương lễ Phật. Số thiện nam tín nữ đi trảy hội rất đông để tận thưởng ngoạn cảnh thoát tục của bao ngôi chùa cổ kính giữa rừng bách cao chót vót trên đỉnh núi.

## Giáo dục
- Đại học Wakayama

## Thành phố kết nghĩa
- California, Hoa Kỳ
- Jeju, Hàn Quốc
- British Columbia, Canada
- Tế Nam, Trung Quốc
- Cần Thơ, Việt Nam

## Khí hậu
Wakayama có khí hậu cận nhiệt đới ẩm với mùa hè nóng và mùa đông lạnh. Lượng mưa lớn trong suốt cả năm, và là lớn hơn trong mùa hè.

## Du lịch

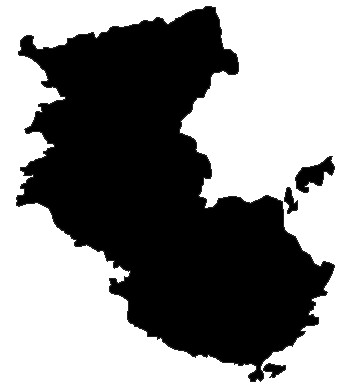
Bản đồ tỉnh Wakayama
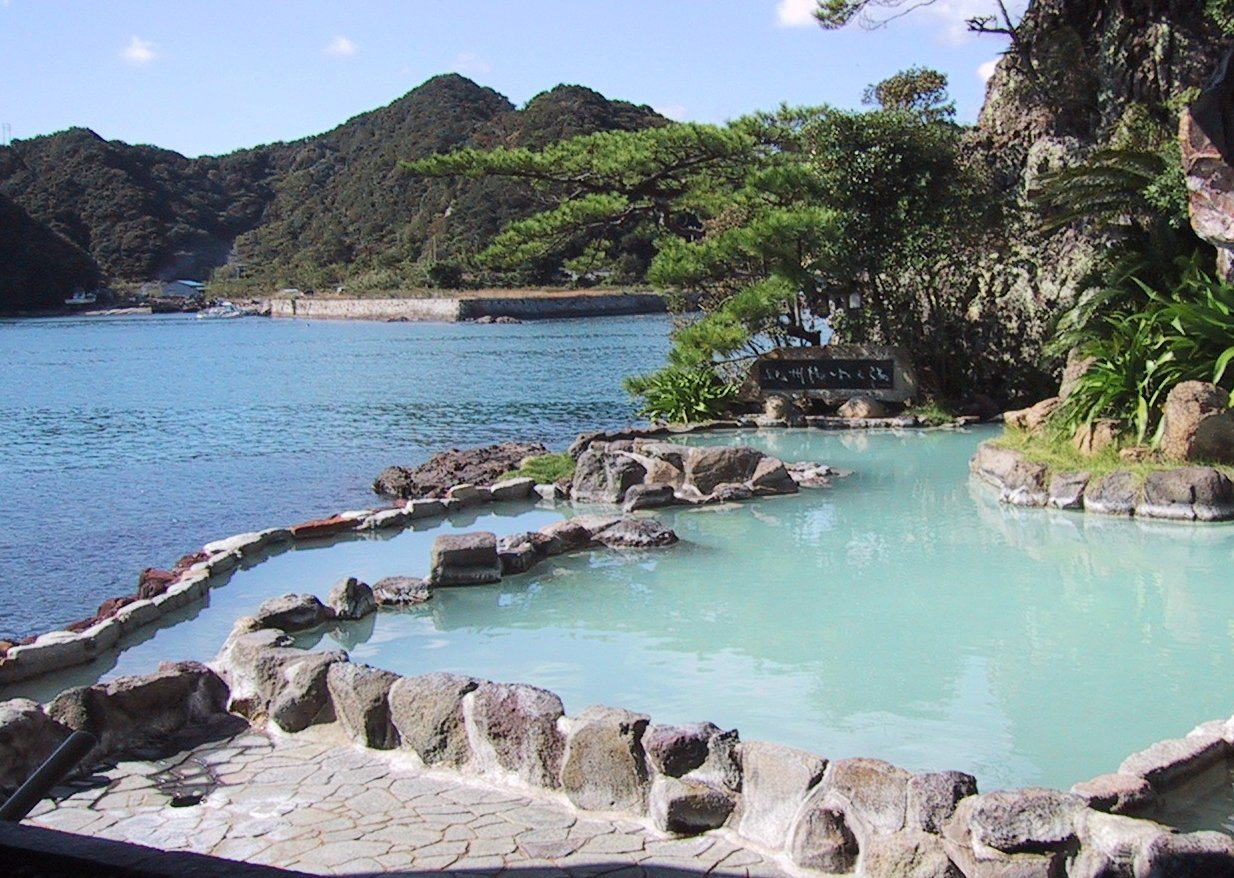
Onsen in Nachikatsuura
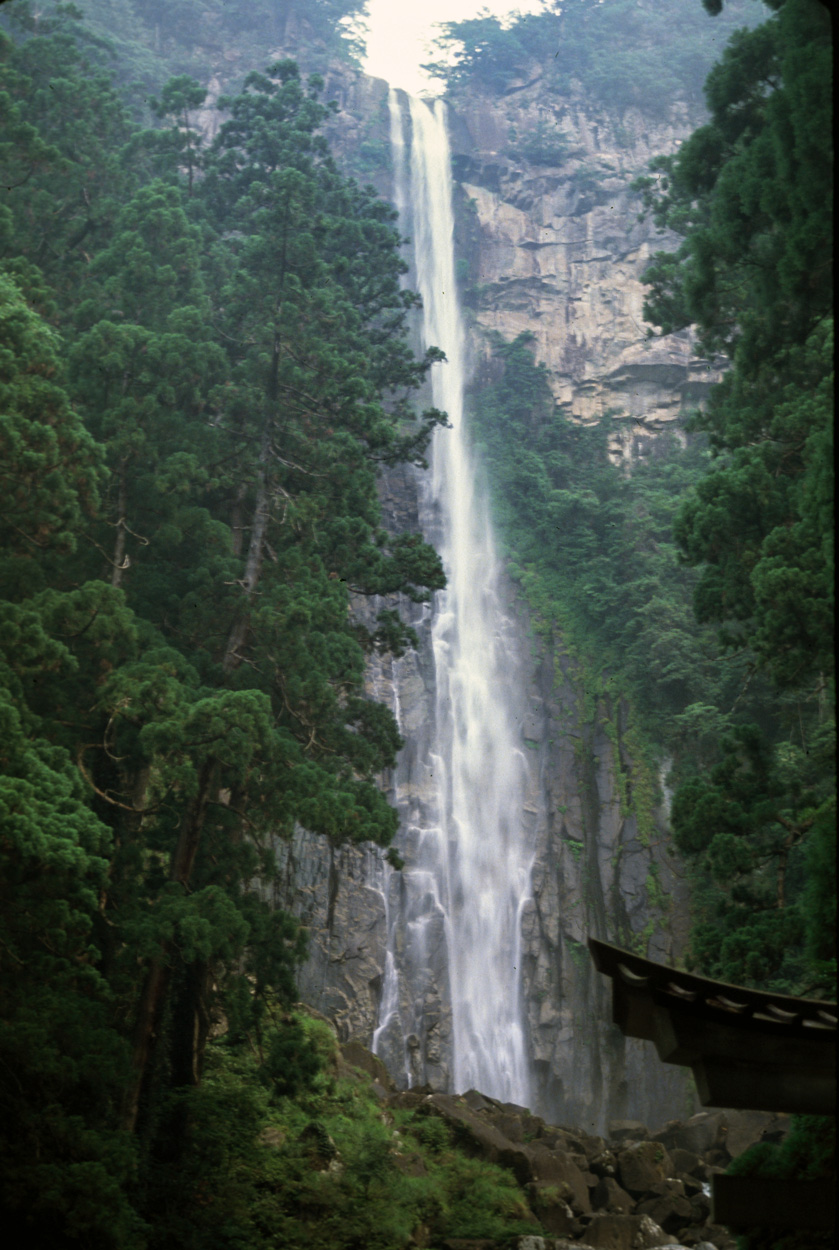
Thác nước Nachi
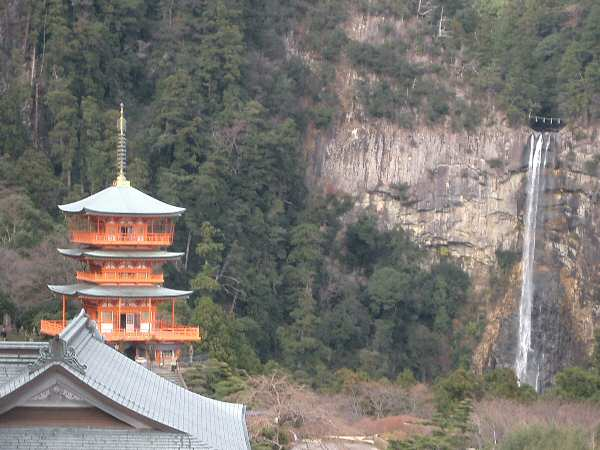
Thác nước Nachi
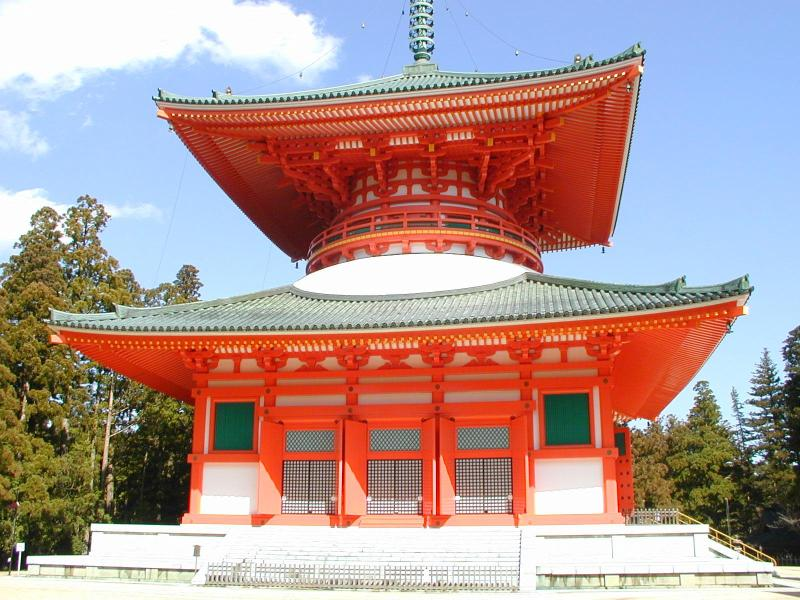
Konpon Daido (Núi Koya)
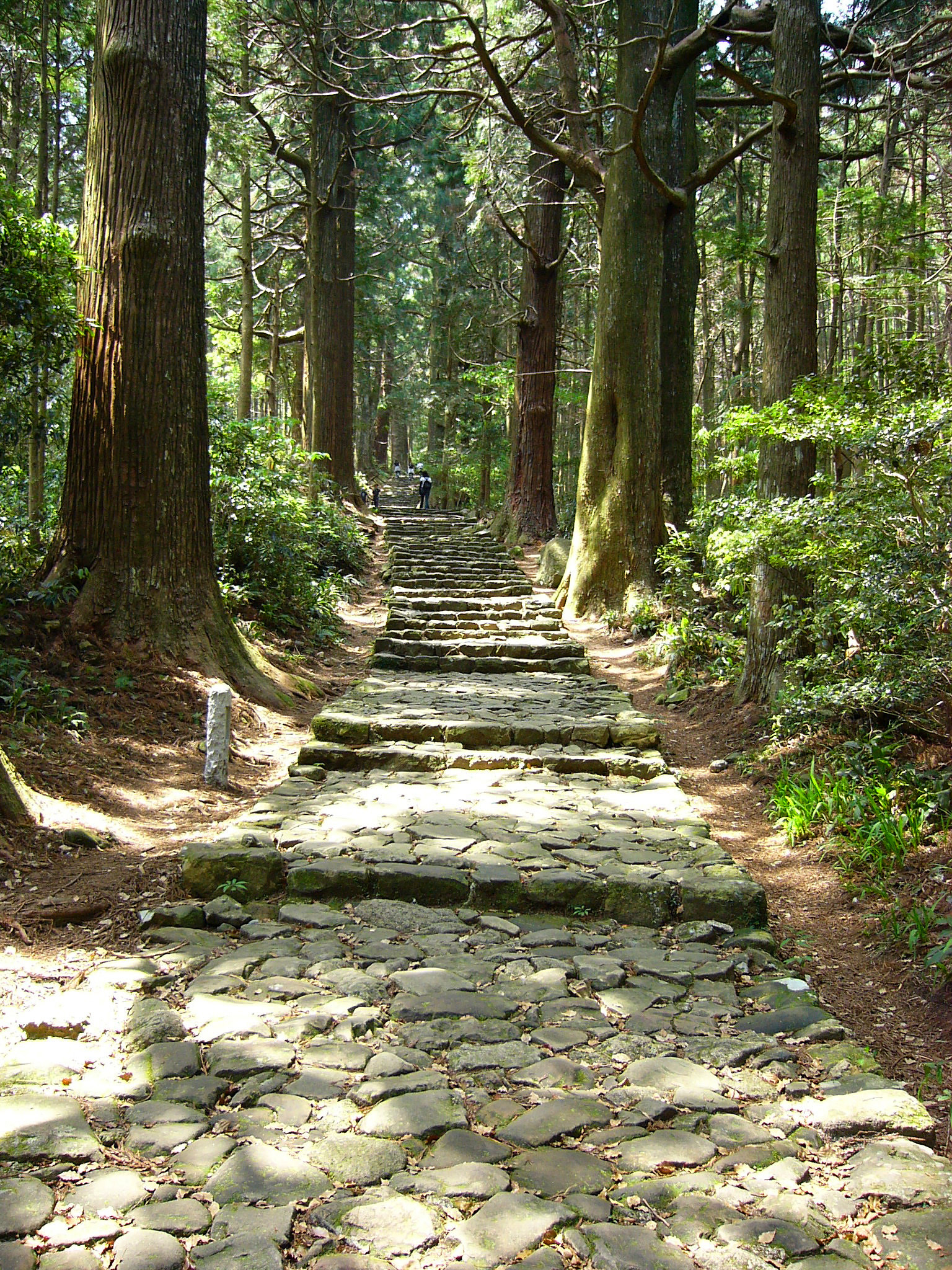
Daimonzaka
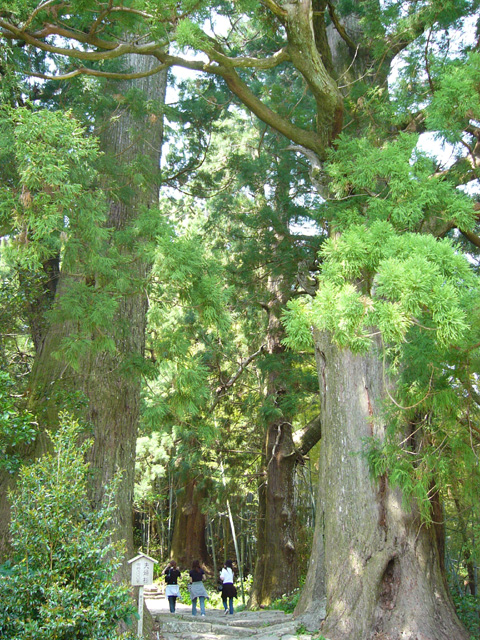
Daimonzaka
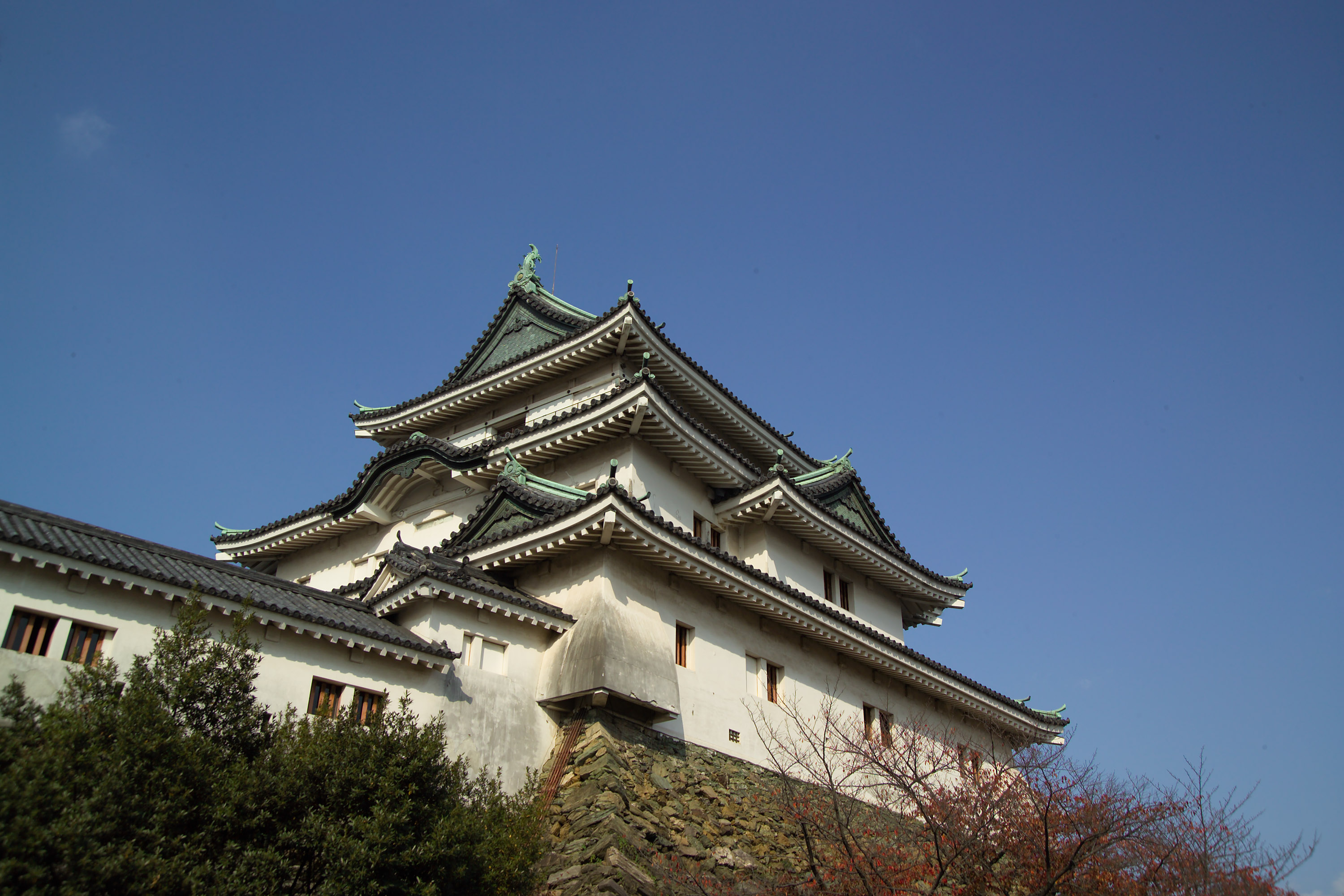
Thành trì Wakayama